# Epinephelus bleekeri
Epinephelus bleekeri is een  straalvinnige vissensoort uit de familie van zaag- of zeebaarzen (Serranidae). De wetenschappelijke naam van de soort werd voor het eerst geldig gepubliceerd in 1878 door Vaillant.
De soort staat op de Rode Lijst van de IUCN als Gevoelig, beoordelingsjaar 2008. De omvang van de populatie is volgens de IUCN dalend.